# GFLI Atlantic Cup 2016
La GFLI Atlantic Cup 2016 è stata la seconda edizione dell'omonimo torneo, disputata nel 2016. È stata organizzata dalla GFL International.
Ha avuto inizio il 24 settembre e si è conclusa il giorno seguente con la finale di Dudelange vinta per 47-0 dai belgi Brussels Black Angels sugli olandesi Groningen Giants.
Al campionato hanno preso parte 4 squadre.

## Squadre partecipanti
| Club                             | Città     | Stadio | Sponsor ufficiale | Risultato nella stagione 2015          |
| -------------------------------- | --------- | ------ | ----------------- | -------------------------------------- |
| Belfast Trojans                  | Belfast   |        |                   | Campioni d'Irlanda                     |
| Brussels Black Angels            | Bruxelles |        |                   | Campioni del Belgio                    |
| Groningen Giants                 | Groninga  |        |                   | Campioni di seconda divisione olandese |
| Luxembourg Steelers of Dudelange | Dudelange |        |                   |                                        |

## Tabellone
|  | Semifinali                       | Semifinali                       | Semifinali       |                  |                       | Finale                           | Finale                           | Finale               |  |
|  |                                  |                                  |                  |                  |                       |                                  |                                  |                      |  |
|  | Brussels Black Angels            | Brussels Black Angels            | 13               |                  |                       |                                  |                                  |                      |  |
|  | Brussels Black Angels            | Brussels Black Angels            | 13               |                  |                       |                                  |                                  |                      |  |
|  | Belfast Trojans                  | Belfast Trojans                  | 12               |                  |                       |                                  |                                  |                      |  |
|  | Belfast Trojans                  | Belfast Trojans                  | 12               |                  | Brussels Black Angels | Brussels Black Angels            | 47                               |                      |  |
|  |                                  |                                  |                  |                  | Brussels Black Angels | Brussels Black Angels            | 47                               |                      |  |
|  |                                  |                                  | Groningen Giants | Groningen Giants | 0                     |                                  |                                  |                      |  |
|  | Groningen Giants                 | Groningen Giants                 | Groningen Giants | Groningen Giants | 0                     | 22                               |                                  |                      |  |
|  | Groningen Giants                 | Groningen Giants                 |                  |                  |                       | 22                               |                                  |                      |  |
|  | Luxembourg Steelers of Dudelange | Luxembourg Steelers of Dudelange | 0                |                  |                       | Finale 3º - 4º posto             | Finale 3º - 4º posto             | Finale 3º - 4º posto |  |
|  | Luxembourg Steelers of Dudelange | Luxembourg Steelers of Dudelange | 0                |                  |                       |                                  |                                  |                      |  |
|  |                                  |                                  |                  |                  |                       |                                  |                                  |                      |  |
|  |                                  |                                  |                  |                  |                       | Belfast Trojans                  | Belfast Trojans                  | 39                   |  |
|  |                                  |                                  |                  |                  |                       | Belfast Trojans                  | Belfast Trojans                  | 39                   |  |
|  |                                  |                                  |                  |                  |                       | Luxembourg Steelers of Dudelange | Luxembourg Steelers of Dudelange | 6                    |  |

## Calendario

### Semifinali
| Dudelange 24 settembre 2016 | Brussels Black Angels | 13 – 12 | Belfast Trojans |  |

| Dudelange 24 settembre 2016 | Groningen Giants | 22 – 0 | Luxembourg Steelers of Dudelange |  |

### Finale 3º - 4º posto
| Dudelange 25 settembre 2016 | Belfast Trojans | 39 – 6 | Luxembourg Steelers of Dudelange |  |

### Finale
| Dudelange 25 settembre 2016 | Brussels Black Angels | 47 – 0 | Groningen Giants |  |

## Classifica
La classifica finale è la seguente:
- PCT = percentuale di vittorie, G = partite giocate, V = partite vinte, P = partite perse, PF = punti fatti, PS = punti subiti
- La vittoria finale è indicata in verde

| Pos. | Squadra                          | %V    | G | V | P | PF | PS |
| ---- | -------------------------------- | ----- | - | - | - | -- | -- |
| 1    | Brussels Black Angels            | 1.000 | 2 | 2 | 0 | 60 | 12 |
| 2    | Groningen Giants                 | .667  | 2 | 1 | 1 | 22 | 47 |
| 3    | Belfast Trojans                  | .333  | 2 | 1 | 1 | 81 | 19 |
| 4    | Luxembourg Steelers of Dudelange | .000  | 2 | 0 | 2 | 6  | 91 |

## Verdetti
- Brussels Black Angels Vincitori della GFLI Atlantic Cup 2016